# Maud Powell

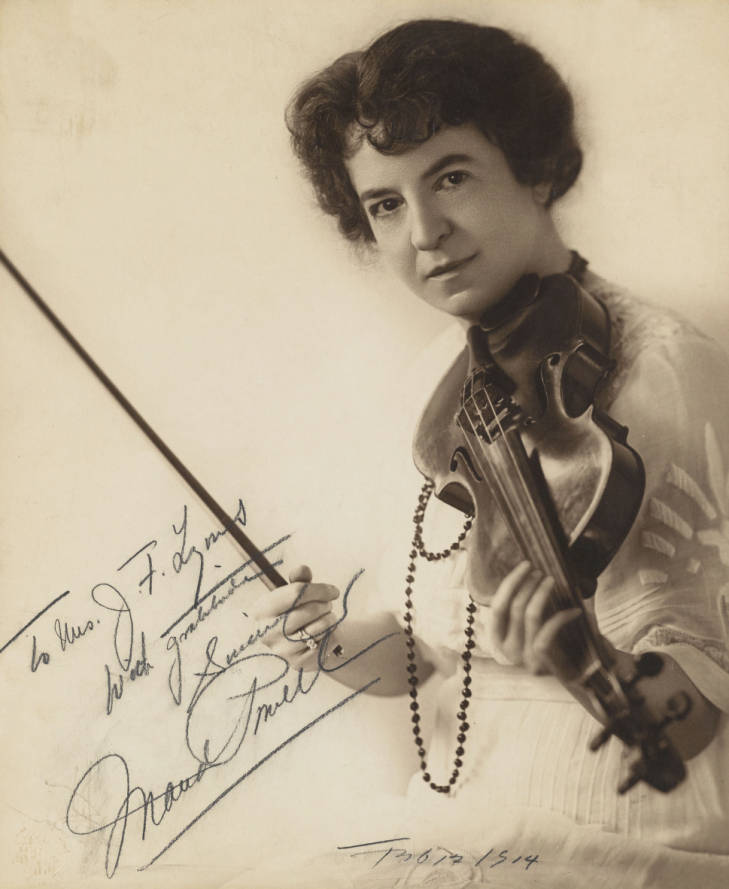
Foto publicitaria de 1914 de Maud Powell, autografiada.

Minnie "Maud" Powell (22 de agosto de 1867 - 8 de enero de 1920) fue una violinista estadounidense que obtuvo fama internacional por su habilidad y virtuosismo.

## Biografía
Powell nació en Peru, Illinois. Fue la primera violinista estadounidense en conseguir fama internacional. En 1986, la biógrafa de Powell Karen A. Shaffer fundó la Maud Powell Society for Music and Education para profundizar en su conocimiento y su importante papel en la música tanto en los Estados Unidos como en el extranjero.
Su madre era Wilhelmina "Minnie" Bengelstraeter Powell, y su padre William Bramwell Powell. W.B. Powell escribió numerosos libros como The Normal Course of Reading y sirvió como superintendente del Peru Elementary School District 124 de 1862 a 1870. Era sobrina de John Wesley Powell, un héroe de la guerra de Secesión y famoso explorador del Gran Cañón. Realizó su primera exploración científica del río Colorado en 1869, cuando Maud tenía dos años.
Alrededor de los 7 años, empezó a tomar clases de violín y piano en Aurora, en Kane County, Illinois, un suburbio al oeste de Chicago. Pronto fue reconocida como prodigio y a los 9 años empezó por cuatro años a ser llevada a Chicago para estudiar piano con Agnes Ingersoll y violín con William Lewis. Con 13, sus padres vendieron la casa familiar para recaudar fondos para continuar su educación musical. Con su padre quedándose en cuartos alquilados, viajó con su madre y su hermano más joven William a Europa. Allí estudió con Henry Schradieck en el Conservatorio de Leipzig, con Charles Dancla en el Conservatorio de París (después de obtener el primer examen de ingreso), y Joseph Joachim en la Berlin Hochschule, entre otros. En 1885 interpretó el concierto menor G de Bruch en su debut con la Orquesta Filarmónica de Berlín bajo la batuta de Joachim, y otra vez con la Orquesta Filarmónica de Nueva York bajo Theodore Thomas después de su regreso a los Estados Unidos.
Estrenó conciertos para violín de Chaikovski y Sibelius en los Estados Unidos, e interpretó el concierto para violín de Dvořák el 7 de abril de 1894, con la Orquesta Filarmónica de Nueva York bajo la batuta de Anton Seidl en el Carnegie Hall bajo la supervisión del compositor. Powell fue una fuerte defensora de la música interpretada por estadounidenses, mujeres, y compositores negros, incluyendo el compositor afroinglés de padre de Sierra Leona Samuel Coleridge-Taylor, a quien le encargó un concierto para violín. Powell fue una comprometida campeona del concierto para violín de Sibelius y lo incluyó en su repertorio.
El 31 de octubre de 1916, actuó en Ottawa, Illinois, con motivo de la dedicación del edificio del Instituto de Ottawa.
El 27 de noviembre de 1919 en St. Louis, Misuri, se desplomó en el escenario por un ataque al corazón. Falleció el 8 de enero de 1920 después de otro ataque al corazón en Uniontown, Pensilvania mientras estaba de gira.

## Legado

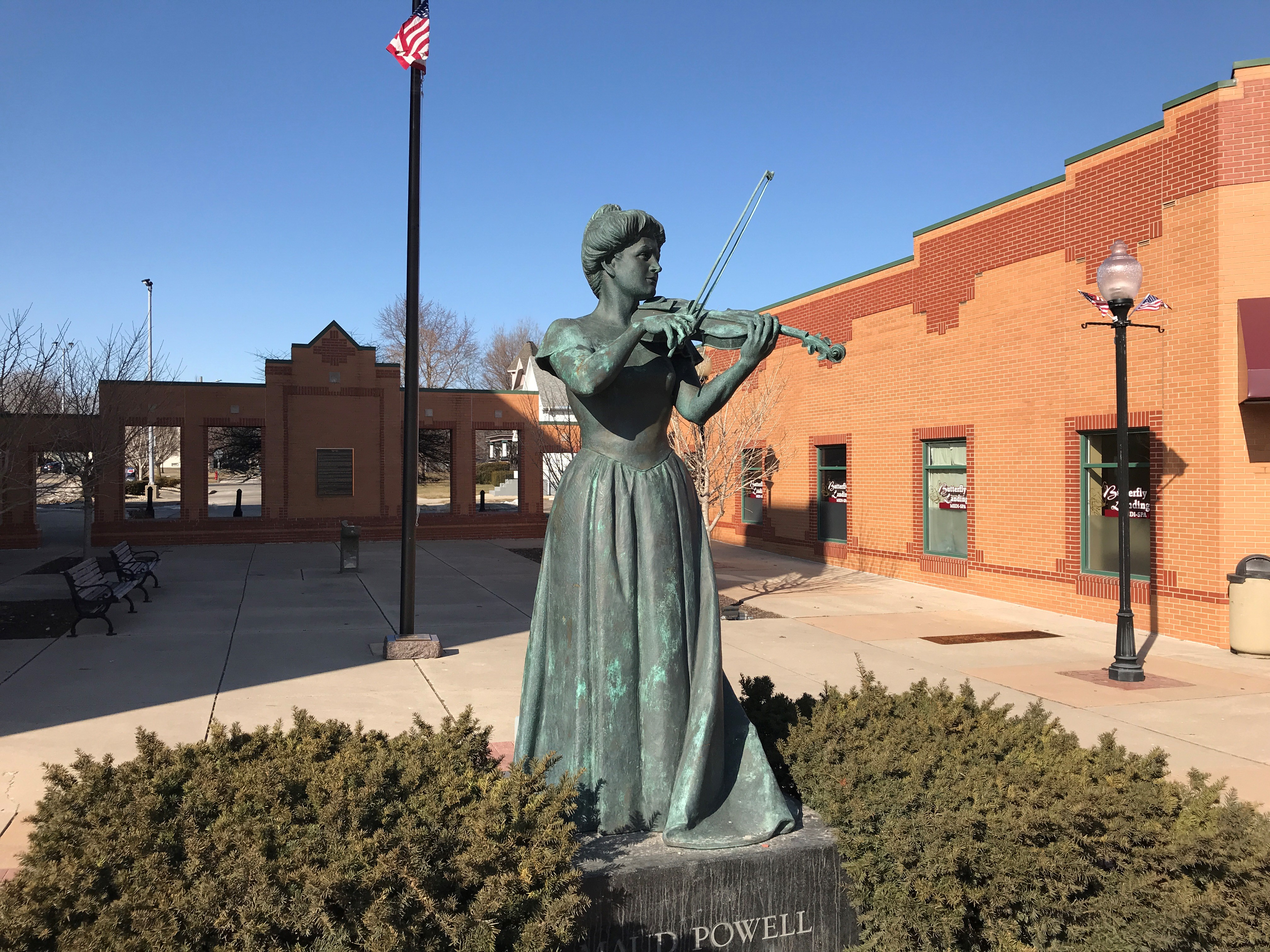
Estatua de la violinista Maud Powell en Illinois, Estados Unidos.

Powell fue de los primeros instrumentistas en grabar 'Red Seals Records' para la Victor Talking Machine Company, empezando en 1904 hasta 1919. Con estas grabaciones estableció un rendimiento al violín estándar durante mucho tiempo.
En 2007, la violinista estadounidense Rachel Barton Pine lanzó un CD con música transcrita, encargada o dedicada a Maud Powell.
En 2009, Maud Powell Favorites, un conjunto de cuatro volúmenes con las transcripciones y trabajos de Powell fueron dedicados por la Maud Powell Society for Music and Education. La música fue compilada por Karen A. Shaffer que escribió la extensa introducción histórica y anotaciones mientras Rachel Barton Pine fue la editora musical.
Maud Powell recibió póstumamente el premio Grammy Lifetime el 25 de enero de 2014 en la Ceremonia de Premios de Méritos Especiales de ese año. La biógrafa Karen A. Shaffer y Rachel Barton Pine aceptaron el premio en nombre de Powell.

## Registros
- American Virtuosa: Tributo a Maud Powell. Rachel Barton Pine (violín), Matthew Hagle (piano). Cedille Records, 2006: CDR 90000 097
- Powell, Maud: Registros Completos, Vol. 1 (1904-1917). Naxos Records, 2001: 8.110961[13]
- Powell, Maud: Registros Completos, Vol. 2 (1904-1917). Naxos Records, 2001: 8.110962[14]
- Powell, Maud: Registros Completos, Vol. 3 (1904-1917). Naxos Records, 2001: 8.110963[15]
- Powell, Maud: Registros Completos, Vol. 4 (1904-1917). Naxos Records, 2004: 8.110993[16]